# Elezione del Presidente della Repubblica Federale di Germania del 2017
L'elezione del Presidente della Repubblica Federale di Germania del 2017 (ufficialmente 16° Bundesversammlung) si è tenuta il 12 febbraio per eleggere il 12º presidente della Germania. Il presidente in carica Joachim Gauck annunciò il 6 giugno 2016 che non si sarebbe ricandidato, menzionando la sua età avanzata.
Il presidente viene eletto dalla Bundesversammlung (Assemblea federale), un organismo elettorale composto dai membri del Bundestag e da un egual numero di delegati scelti dai parlamenti dei 16 Länder. Frank-Walter Steinmeier del Partito Socialdemocratico venne scelto come singolo candidato della coalizione di governo nel novembre 2016 e, dato che l'Unione Cristiano-Democratica aveva scelto di non schierargli contro un candidato, la sua elezione sembrava certa. Steinmeier è stato eletto al primo turno e si è insediato il 19 marzo 2017.

## Risultati
| Candidato               | Partito                     | Partito di supporto            | Voti  | %     |
| ----------------------- | --------------------------- | ------------------------------ | ----- | ----- |
| Frank-Walter Steinmeier | SPD                         | SPD, CDU/CSU, Grüne, FDP e SSW | 931   | 73,89 |
| Christoph Butterwegge   | Indipendente                | Die Linke                      | 128   | 10,16 |
| Albrecht Glaser         | Alternativa per la Germania | AfD                            | 42    | 3,33  |
| Alexander Hold          | Liberi Elettori             | Liberi Elettori e BVB/FW       | 25    | 1,98  |
| Engelbert Sonneborn     | Indipendente                | Partito Pirata e Die PARTEI    | 10    | 0,79  |
| Astensioni              | Astensioni                  | Astensioni                     | 103   | 8,17  |
| Voti non validi         | Voti non validi             | Voti non validi                | 14    | 0,11  |
| Totale                  | Totale                      | Totale                         | 1.253 | 99,44 |
| Elettori                | Elettori                    | Elettori                       | 1.260 | 100   |